# Уголовный кодекс Чеченской Республики Ичкерия
Уголо́вный ко́декс непри́знанной Чече́нской Респу́блики Ичке́рия (УК ЧРИ) был создан по завершении Первой чеченской войны и при президентстве Зелимхана Яндарбиева. Он был списан с Уголовного кодекса Судана и основан на шариате.

## История
Кодекс был введён 12 сентября 1996 года указом президента ЧРИ Зелимхана Яндарбиева взамен действовавшего ранее Уголовного кодекса Российской Федерации. На место светского законодательства пришёл основанный на шариате УК ЧРИ, светские суды были ликвидированы.
По данным доклада Правозащитного центра «Мемориал», «имеются противоречивые сведения о времени введения в действие УК ЧРИ и территориях, на которые распространялось его действие». Официально кодекс был введён 12 сентября 1996 года, а во второй половине сентября его действие было приостановлено для внесения изменений. При этом в начале августа 1996 года военно-полевой суд Центрального фронта вооруженных сил ЧРИ вынес приговор Амиру Загаеву, руководствуясь УК ЧРИ, а в октябре 1996 году прокурор Веденского района заявил, что продолжает опираться на УК ЧРИ.

## Описание
УК ЧРИ был списан с Уголовного кодекса Судана, принятого в 1983 году и основанного на маликитском мазхабе. По данным издания «Татарский мир», при написании УК ЧРИ не были заменены многие местные реалии: например, в нём имелись штрафы в суданских фунтах и возмещение за убийство в верблюдах.
Среди наказаний, предусмотренных УК ЧРИ, имеются смертная казнь обезглавливанием, забиванием камнями либо, в отношении убийц, таким же путём, каковым было совершено убийство, а также бичевание. В кодексе применяется принцип «око за око» и постулируется кровная месть: например, за выбивание глаза полагается выкалывание глаза, при этом правом на это наделяются в первую очередь жертва, а потом её близкие родственники.
Согласно докладу Правозащитного центра «Мемориал», положения УК ЧРИ «нарушали фундаментальные права человека и противоречили ряду основополагающих принципов уголовного права». По мнению Игоря Киселёва, и. о. прокурора Чеченской Республики в составе России, «в подавляющем числе своих положений кодекс противоречит даже объявленной Конституции Ичкерии».